# 光茎胡椒
光茎胡椒（学名：Piper glabricaule）是胡椒科胡椒属的植物，为中国的特有植物。分布在中国大陆的云南等地，生长于海拔1,290米至1,700米的地区，多生于山谷及密林中湿润地，目前尚未由人工引种栽培。